# Raymond, Kansas
Raymond är en ort i Rice County i Kansas. Vid 2010 års folkräkning hade Raymond 79 invånare.